# Dalu (sockenhuvudort i Kina, Guizhou Sheng)
Dalu (kinesiska: 大路, 大路乡) är en sockenhuvudort i Kina. Den ligger i provinsen Guizhou, i den sydvästra delen av landet, omkring 280 kilometer nordost om provinshuvudstaden Guiyang. Antalet invånare är 18 969. Befolkningen består av 9 526 kvinnor och 9 443 män. Barn under 15 år utgör 30 %, vuxna 15-64 år 57 %, och äldre över 65 år 11,0 %.